# Shoot from the Hip
Shoot from the Hip – drugi studyjny album brytyjskiej piosenkarki Sophie Ellis-Bextor, wydany w 2003 roku przez wytwórnię Fascination.

## Lista utworów
Wersja podstawowa
1. „Making Music” – 3:36
2. „Mixed Up World” – 3:45
3. „I Won’t Change You” – 3:40
4. „Nowhere Without You” – 4:53
5. „Another Day” – 3:20
6. „Party in My Head” – 3:34
7. „Love It Is Love” – 3:29
8. „You Get Yours” – 3:59
9. „The Walls Keep Saying Your Name” – 4:23
10. „I Won't Dance with You” – 3:59
11. „I Am Not Good at Not Getting What I Want” – 3:33
12. „Hello, Hello” – 4:31
13. „Physical” – 4:09

Bonusy na wersji cyfrowej
14. „The Earth Shook the Devil's Hand” – 2:48
15. „Mixed Up World” (Groove Collision Vocal Mix) – 6:36
Bonusy na wersji winylowej
14. „The Earth Shook the Devil's Hand” – 2:48
15. „Yes Sir, I Can Boogie” – 3:59

## Notowania
| Kraj                              | Najwyższa pozycja | Certyfikat    |
| --------------------------------- | ----------------- | ------------- |
| Francja (SNEP)                    | 99                |               |
| Niemcy                            | 84                |               |
| Nowa Zelandia (RIANZ)             | 39                |               |
| Szwajcaria                        | 35                |               |
| Wielka Brytania (UK Albums Chart) | 19                | srebrna płyta |